# Projekt 950 Amur
Amur-klass är en mindre avancerad version av den ryska dielseldrivna attackubåts-klassen Lada. Klassen är ämnad för export.